# Công tố viên
Công tố viên hoặc kiểm sát viên là người của cơ quan công tố, được cơ quan tư pháp trao trách nhiệm điều tra, truy tố và buộc tội kẻ phạm pháp trong các vụ án hình sự trong các phiên tòa xét xử. Trong hầu hết các văn bản thông luật, Trưởng công tố viên của chính phủ, thường là cố vấn pháp lý chính cho chính phủ và các cơ quan có thẩm quyền cũng có thể có trách nhiệm thực thi pháp luật, truy tố hoặc thậm chí là trách nhiệm pháp lý nói chung, còn được gọi là chưởng lý hoặc biện lý.
Công tố viên là trưởng đại diện pháp lý của quá trình truy tố trong các quốc gia theo hệ thống tố tụng thông luật hoặc hệ thống tố tụng dân luật. Các công tố là bên thực hiện quyền công tố trong một phiên tòa hình sự đối với một cá nhân bị tố cáo vi phạm pháp luật.
Các công tố viên thường là luật sư có bằng đại học luật, và được Tòa án hoặc cơ quan có thẩm quyền công nhận là chuyên gia pháp lý, trong đó họ có ý định để đại diện cho xã hội (có nghĩa là họ đã được thừa nhận ở phiên tòa).
Họ thường chỉ tham gia vào một vụ án hình sự một khi nghi phạm đã được xác định và các cáo buộc cần phải được đưa ra bởi cơ quan điều tra. Công tố viên có thể thuộc về các cơ quan công tố khác nhau tùy theo mỗi quốc gia. Tại một số quốc gia như Mỹ, Pháp, Ba Lan, Nhật Bản thì cơ quan công tố trực thuộc Bộ Tư pháp. Một số nước khác như Hàn Quốc, Tây Ban Nha, Ý thì cơ quan công tố lại thuộc Tòa án. Nhóm các nước có hệ thống cơ quan công tố riêng biệt nằm dưới sự giám sát của nghị viện, Quốc hội gồm các nước Xã hội chủ nghĩa (thường có tên là Viện Kiểm sát), các nước ở Đông Âu (cũ) và các nước Cộng hòa Liên bang thuộc Liên Xô trước đây. Ở Việt Nam, kiểm sát viên thuộc quản lý của Viện Kiểm sát nhân dân các cấp, là cơ quan pháp luật quan trọng được quy định trong nhiều văn bản từ Hiến pháp đến các văn bản thấp hơn. Viện kiểm sát nhân dân các cấp chịu sự chỉ đạo tập trung-thống nhất của Viện trưởng Viện kiểm sát nhân dân tối cao, thực hiện chức năng công tố và kiểm sát các hoạt động tư pháp (điều tra, xét xử, thi hành án) của các cơ quan tư pháp (công an, tòa án, cơ quan thi hành án).
Kiểm sát viên còn được gọi là Công tố viên biện lý hoặc luật sư buộc tội.

## Nhiệm vụ & Quyền hạn của công tố viên
- Kiểm sát việc khởi tố, các hoạt động điều tra và việc lập hồ sơ vụ án của công an điều tra.
- Nêu ra những yêu cầu trong điều tra
- Triệu tập và hỏi cung bị can, triệu tập và lấy lời khai của người làm chứng, người bị hại, nguyên đơn dân sự, bị đơn dân sự, người có quyền lợi, nghĩa vụ liên quan đến vụ án.
- Giám sát việc bắt, tạm giữ, tạm giam
- Tham gia phiên tòa, đọc cáo trạng, quyết định của Viện kiểm sát liên quan đến việc giải quyết vụ án, hỏi, đưa ra chứng cứ và thực hiện việc luận tội phát biểu quan điểm về việc giải quyết vụ án, tranh luận với những người tham gia tố tụng tại phiên tòa.
- Giám sát việc tuân theo pháp luật trong hoạt động xét xử của Tòa án, của những người tham gia tố tụng và kiểm sát các bản án, quyết định của Tòa án.
- Kiểm sát việc thi hành bản án, quyết định của Tòa án.
- Thực hiện các nhiệm vụ, quyền hạn khác thuộc thẩm quyền của Viện kiểm sát theo sự phân công của Viện trưởng Viện kiểm sát.
- Chịu trách nhiệm trước pháp luật và Viện trưởng Viện kiểm sát về những hành vi và quyết định của mình.

## Quan hệ công tác
Các kiểm sát viên có nhiều mối quan hệ với nhiều người khác nhau:
- Nhân viên cảnh sát, các điều tra viên.
- Thẩm phán
- Nhân viên Công tác xã hội
- Luật sư và nhân viên tòa án
- Viên chức các ban ngành có liên quan đến công việc.
- Quần chúng (những người có liên quan đến công việc)